# BSH Electrodomésticos España

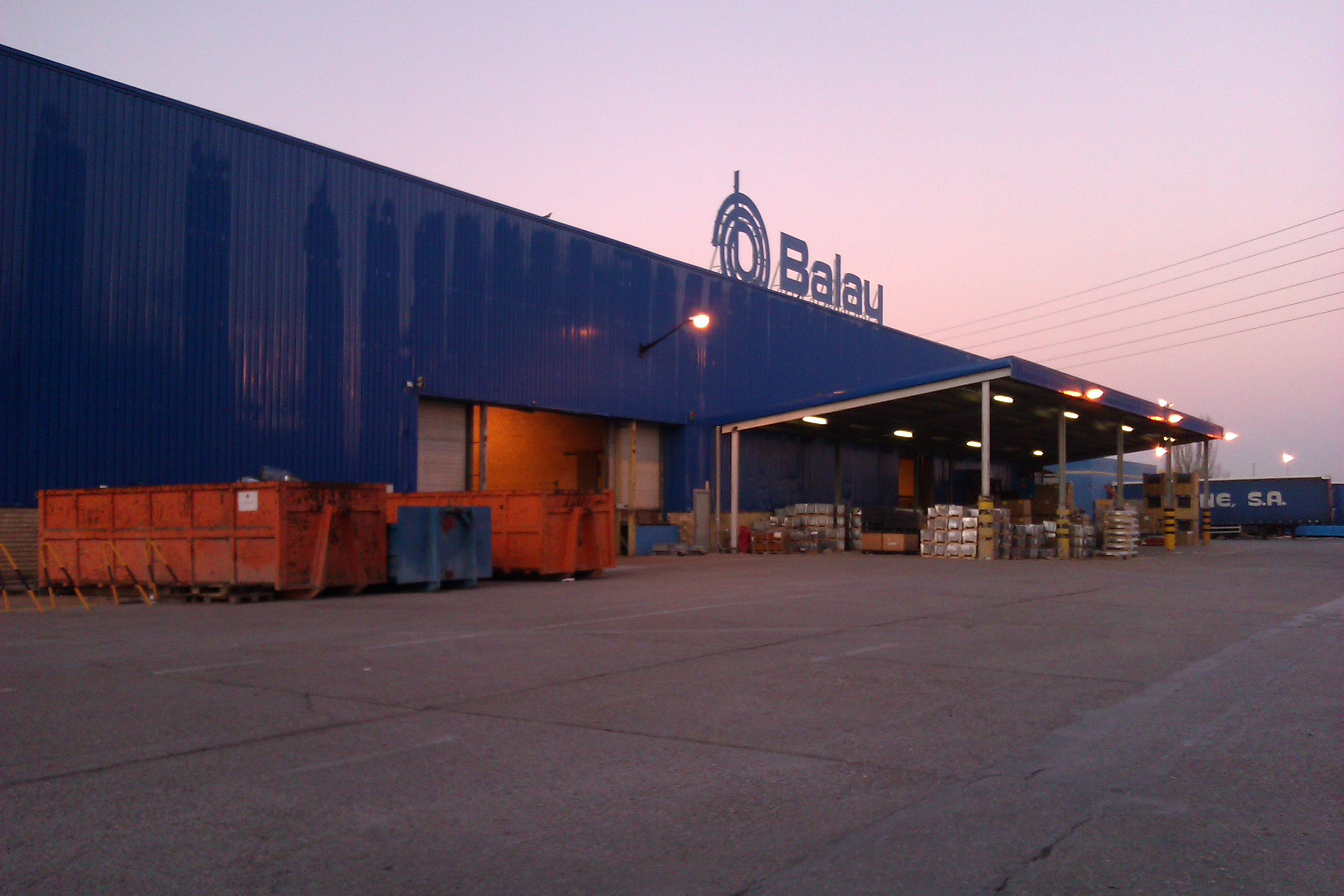
Fábrica Balay en Montañana, Zaragoza.

BSH Electrodomésticos España, S.A. es la compañía española filial del Grupo BSH (BSH Hausgeräte GmbH), que pertenece desde principios de 2015 en su totalidad a Robert Bosch GmbH.
Es el mayor fabricante de electrodomésticos de línea blanca en España.
La presencia del Grupo BSH en España se remonta a finales de la década de 1980 cuando adquiere dos fabricantes nacionales de electrodomésticos: Balay y Safel.
BSH cuenta con 5 plantas de producción en España. La empresa en 2023 empleó a más de 4.500 trabajadores.
BSH fue fundada en 1967 en Alemania como una joint venture entre las empresas Siemens AG y Robert Bosch Gmbh. Desde su origen la empresa se ha dedicado a la fabricación de electrodomésticos de línea blanca. La empresa comercializa sus productos bajo numerosas marcas, de las cuales las más conocidas a nivel mundial son Bosch y Siemens.
Los orígenes de la filial española de BSH se remontan a 1989 cuando BSH adquirió el 50,3% del consorcio formado por las empresas Safel y Balay. Balay era un fabricante de electrodomésticos radicado en Zaragoza y Safel era un grupo navarro con participación pública formado en los años 80 a partir del Grupo Orbaiceta (marca comercial Super Ser). 
Tanto Balay como Orbaiceta habían formado parte a lo largo de la década de 1980 del plan de reconversión industrial del sector de electrodomésticos de España, habiendo sido reflotadas con fondos públicos y un duro plan de ajuste. Como paso final de dicha reconversión se encontraba la formación de un holding que aunara sinergias y la entrada en el mismo de un grupo internacional de prestigio que diera viabilidad futura a la empresa. En el caso de Safel-Balay, junto a BSH pujó la francesa Thomson SA, llevándose finalmente el gato al agua los alemanes. De las marcas que poseían las empresas absorbidas (Balay, Lynx, SuperSer, Agni, Corcho, Crolls), BSH conservó Balay y Lynx como marcas comerciales para el mercado español.
A finales de la década de 1980 (1989) , BSH se hizo con el 100% del accionariado de Safel-Balay integrando esta empresa completamente en su estructura como BSH Electrodomésticos España.
En 1998 BSH adquirió otra compañía española fabricante de electrodomésticos: Ufesa, que estaba especializada en la fabricación de pequeños electrodomésticos y era una de las principales empresas de su subsector. BSH mantuvo sus tres plantas como sociedades independientes (BSH PAE, S.L., BSH Ufesa Industrial, S.A. y BSH Krainel, S.A.) Años más tarde, en 2004 anunciaría el cierre de BSH PAE, S.L. (Vitoria) y BSH Ufesa Industrial, S.A. (Echarri-Aranaz, Navarra), manteniendo únicamente abierta la planta de BSH Krainel, S.A. (también de Vitoria). 
En 2018 BSH vendió la marca Ufesa y la planta de planchado de Vitoria a la firma catalana B&B Trends, especializada en pequeños electrodomésticos.

## Marcas
BSH Electrodomésticos España comercializa en España los productos del Grupo BSH bajo las siguientes marcas:
- Balay: marca regional de BSH para el mercado ibérico.
- Bosch: marca principal del grupo.
- Siemens: marca principal del grupo.
- Gaggenau: marca especial del grupo.

## Plantas de producción
La sede social de BSH Electrodomésticos España S.A. se encuentra en la localidad de Zaragoza (Aragón) España. Donde se encuentran las oficinas centrales y el principal centro operativo en España. Hasta 2015 la sede social estaba en Huarte (Navarra) España.
Las fábricas del grupo en España son:
- Fábrica de La Cartuja: situada en el barrio de La Cartuja, del distrito de Las Fuentes de la ciudad de Zaragoza, España. Creada en 1977. Dedicada a la fabricación de lavadoras.
- Fábrica de Montañana: situada en el barrio rural de Santa Isabel de la ciudad de Zaragoza, España. Fue inaugurada en 1968. Eran en realidad dos fábricas; una está dedicada a la fabricación de lavavajillas y la otra a equipos de cocción (hornos eléctricos, encimeras vitrocerámicas y de inducción). Actualmente solo se fabrican aparatos de cocción (Hornos y Placas de Inducción). Aquí se encuentra además el centro de competencia de inducción a nivel mundial del grupo BSH.
- Fábrica de Esquíroz: situada en el pueblo de Esquíroz (municipio de Galar) a menos de 8 km de Pamplona en (Navarra) España. La planta fue creada en 1985 y pertenecía a SuperSer. Se dedica a la fabricación de frigoríficos[3] y lavavajillas compactos.
- Fábrica de Santander: la fábrica se fundó en 1855 como Talleres Corcho. Entró a formar de Orbaiceta y fue adquirida por BSH en 1989 como parte de Safel. Fabrica encimeras de gas.